# Nick Bakker
Nick Bakker (Groninga, 21 luglio 1992) è un ex calciatore olandese, di ruolo difensore.

## Carriera
Nella stagione 2011-2012 ha esordito in Eredivisie giocando una partita con il Groningen. Nella stagione successiva gioca invece 5 incontri in massima serie.

## Palmarès

### Club

#### Competizioni nazionali
- Coppa dei Paesi Bassi: 1

Groningen: 2014-2015